# Charnock Richard
Charnock Richard is een civil parish in het bestuurlijke gebied Chorley, in het Engelse graafschap Lancashire met 1748 inwoners.